# تاين أوكونيل
تاين أوكونيل (بالإنجليزية: Tyne O'Connell)‏ (7 أكتوبر 1960)؛ روائية بريطانية.